# HTML 이메일
HTML 이메일(HTML email)은 HTML의 부분집합을 사용하여 플레인 텍스트에서는 사용할 수 없는 이메일의 서식 지정 및 의미 체계 마크업 기능을 제공한다. 텍스트는 URL을 표시하거나 긴 URL을 여러 조각으로 나누지 않고도 연결할 수 있다. 각 줄을 78자(이전 텍스트 터미널에서 필요했던 RFC 5322에 정의됨)로 균일하게 나누는 대신 보기 창의 너비에 맞게 텍스트가 줄바꿈된다. 이를 통해 전달하기 어려운 이미지, 표, 다이어그램 또는 수학 공식을 이미지로 인라인에 포함할 수 있다(일반적으로 ASCII 아트 사용).

## 채택
대부분의 그래픽 이메일 클라이언트는 HTML 이메일을 지원하며 많은 경우 기본적으로 HTML 이메일을 지원한다. 이러한 클라이언트 중 다수에는 HTML 이메일 작성을 위한 GUI 편집기와 수신된 HTML 이메일을 표시하기 위한 렌더링 엔진이 모두 포함되어 있다.
이 개념이 만들어진 이래로 많은 사람들이 여러 가지 이유로 모든 HTML 이메일(심지어 MIME 자체)에 대해 목소리를 높여 반대해 왔다. 예를 들어, ASCII 리본 캠페인에서는 모든 이메일이 ASCII 텍스트 형식으로 전송되어야 한다고 주장했다. 이 캠페인은 성공하지 못했고 2013년에 중단되었다. 많은 뉴스 그룹 게시물과 메일링 목록에서는 여전히 부적절하다고 간주되지만 개인 및 비즈니스 메일에 대한 채택은 시간이 지남에 따라 증가했다. 처음 나왔을 때 강하게 반대했던 일부 사람들은 이제 그것이 대부분 무해하다고 생각한다.
온라인 마케팅 회사의 조사에 따르면 HTML 지원 이메일 클라이언트의 채택은 이제 거의 보편적이며 텍스트 전용 클라이언트를 사용한다고 보고한 비율은 3% 미만이다. 대부분의 사용자는 일반 텍스트보다 HTML 이메일을 받는 것을 선호한다.